# Cherbourg-en-Cotentin
Cherbourg-en-Cotentin is een gemeente in het noorden van het schiereiland Cotentin in Normandië in het noordwesten van Frankrijk. De gemeente is een onderprefectuur van het departement Manche. De grootste plaats binnen de gemeente is Cherbourg.
De zogenaamde commune nouvelle ontstond op 1 januari 2016 toen de gemeenten van het samenwerkingsverband Communauté urbaine de Cherbourg, Cherbourg-Octeville, Équeurdreville-Hainneville, La Glacerie, Querqueville en Tourlaville fuseerden tot één gemeente. Cherbourg-Octeville was reeds ontstaan in 2000 toen de overige gemeenten van het in 1970 opgerichte gemeentelijk samenwerkingsverband na lokale referenda een fusie nog hadden afgewezen. Équeurdreville-Hainneville was al in 1965 ontstaan door een gemeentefusie. De gemeente telde 78.028 inwoners op 1 januari 2022.

## Geografie
De oppervlakte van Cherbourg-en-Cotentin bedroeg op 1 januari 2022 68,54 vierkante kilometer; de bevolkingsdichtheid was toen 1.138,4 inwoners per km².
De onderstaande kaart toont de ligging van Cherbourg-en-Cotentin met de belangrijkste infrastructuur en aangrenzende gemeenten.

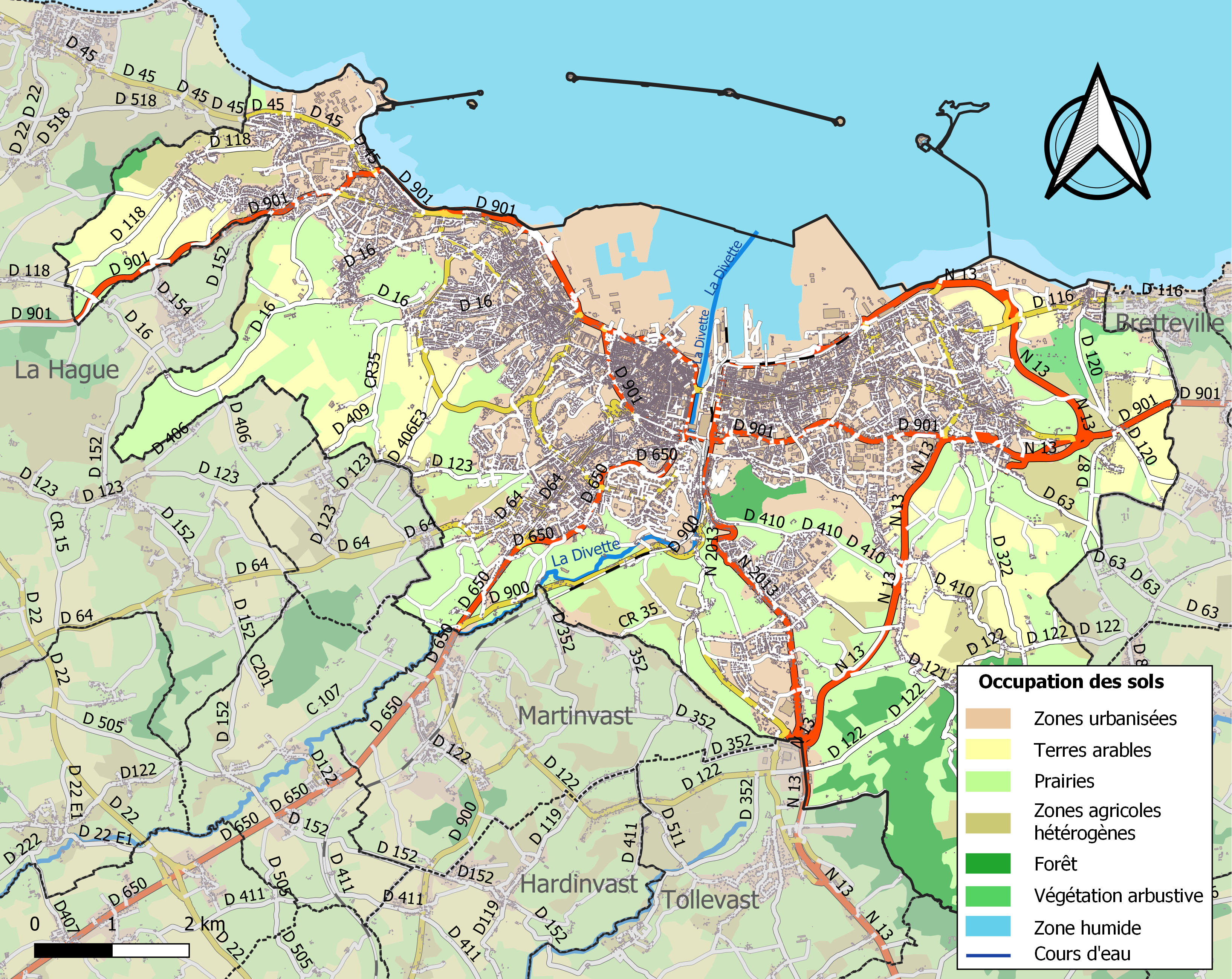

## Aangrenzende gemeenten
| Aangrenzende gemeenten  | Aangrenzende gemeenten | Aangrenzende gemeenten | Aangrenzende gemeenten | Aangrenzende gemeenten             |
| ----------------------- | ---------------------- | ---------------------- | ---------------------- | ---------------------------------- |
|                         |                        |                        |                        |                                    |
|                         |                        |                        |                        |                                    |
| La Hague                | Digosville             |                        |                        |                                    |
|                         |                        |                        |                        |                                    |
| Nouainville & Sideville |                        | Martinvast             |                        | Le Mesnil-au-Val, Brix & Tollevast |

## Verkeer en vervoer
Cherbourg is een havenstad aan Het Kanaal waar de meerderheid van de veerdiensten uitgebaat wordt door Brittany Ferries naar Poole en Portsmouth. De haven van Cherbourg is tevens de militaire standplaats voor een deel van de Franse marine. De dichtstbijzijnde luchthaven is Cherbourg Maupertus (IATA-code: CER, ICAO-code: LFRC) gelegen te Maupertus-sur-Mer. In de gemeente liggen de spoorwegstations Cherbourg en Cherbourg-Barfleur. Ook ligt er het gesloten spoorwegstation Cherbourg-Maritime.

## Partnersteden
- Allmendingen
- Bremerhaven
- Deva
- Gorom-Gorom
- Northeim
- Poole